# The World of David Bowie
The World of David Bowie es un álbum recopilatorio por el músico británico David Bowie, publicado en 1970 por Decca Records. El álbum contiene canciones de su álbum debut, así como también de canciones inéditas. El repertorio de canciones fue escogido por el mismo músico. La foto de la portada del álbum fue tomada por Ian Dickson.

## Lista de canciones
Todas las canciones escritas por David Bowie.
| Lado uno |                         |          |  |
| N.º      | Título                  | Duración |  |
| 1.       | «Uncle Arthur»          | 2:11     |  |
| 2.       | «Love You till Tuesday» | 3:14     |  |
| 3.       | «There Is a Happy Land» | 3:17     |  |
| 4.       | «Little Bombardier»     | 3:25     |  |
| 5.       | «Sell Me a Coat»        | 3:02     |  |
| 6.       | «Silly Boy Blue»        | 3:13     |  |
| 7.       | «The London Boys»       | 3:20     |  |

| Lado dos |                              |          |  |
| N.º      | Título                       | Duración |  |
| 1.       | «Karma Man»                  | 3:03     |  |
| 2.       | «Rubber Band»                | 2:19     |  |
| 3.       | «Let Me Sleep Beside You»    | 3:51     |  |
| 4.       | «Come and Buy My Toys»       | 2:09     |  |
| 5.       | «She's Got Medals»           | 2:26     |  |
| 6.       | «In the Heat of the Morning» | 2:56     |  |
| 7.       | «When I Live My Dream»       | 3:24     |  |